# ハービー・ハイド
ハービー・ハイド（Herbie Hide, 1971年8月27日 - ）は、イギリスのプロボクサー。ナイジェリア・オウェリ出身。元WBO世界ヘビー級王者。

## 来歴
1989年10月24日、プロデビュー。
1992年1月21日、WBCインターナショナルヘビー級王座を獲得。
1993年2月27日、英国ヘビー級王座を獲得。
1994年3月14日、WBO世界ヘビー級王者のマイケル・ベントを7RKO勝ちでWBO世界ヘビー級王座を獲得。マイケル・ベントはこの試合を最後に引退。
1995年3月10日、初防衛戦でリディック・ボウと対戦するが6RKO負けで王座陥落。
1997年6月28日、ヘンリー・アキワンデの王座返上に伴い空位となったWBO王座をトニー・タッカーと争い、2RTKO勝ちで王座に返り咲いた。その後、2度の防衛に成功。
1999年6月26日、3度目の防衛戦でビタリ・クリチコに2RKO負けで王座陥落。

## 逮捕歴・トラブル
1999年、破産を宣告を受ける。
2003年12月、バーで6人の男達から襲われる。ハイドは現場にかけつけた警官を見るなり逃げ出し刃渡り25cmのナイフを投げ捨てた。これによりハイドは銃刀法違反で逮捕され、1000ポンドの罰金刑に処された。
2004年3月、2003年5月15日に無保険でフィアット・プント運転していた容疑、2003年6月18日に無保険でベントレーを運転していた容疑で有罪判決を受ける。またこれらの法廷審理を何度も欠席したとして2004年9月に逮捕される。
2005年、交通違反で罰金刑に処される。（数千ドルの罰金だったが支払い終えるのに2008年までかかっている）
2009年7月、フランク・ウォーレンから名誉毀損で提訴されていた裁判で敗訴、罰金57,720ドルを支払うよう命じられる。
2011年、強姦容疑で起訴されるが証拠不十分として無罪となる。
2011年6月、暴行容疑で罰金刑に処される。
2012年、暴行容疑の罰金を支払わなかったとして逮捕される。
2012年、ハイドの留守中にハイド宅で男が刺殺される。
2013年4月、コカインを配布しようとしていた容疑で起訴される。これは新聞記者の隠し撮りにより発覚したもので、この時ハイドは八百長試合の段取りについても自慢げに話をしている。
2013年7月、コカイン配布容疑の裁判に出廷しなかったとして逮捕令状が出される。ハイドの弁護士はハイドはマラリアにかかりナイジェリアの病院に入院していたと弁護した。
2013年11月29日、コカイン配布容疑で懲役22ヶ月を宣告される。

## 獲得タイトル
- WBCインターナショナルヘビー級王座
- WBO世界ヘビー級王座（防衛0）
- WBO世界ヘビー級王座（2期目:防衛2）